# Autoroute A58 (Pays-Bas)
Pour les articles homonymes, voir A58.
L'autoroute néerlandaise A58 (en néerlandais Rijksweg 58) est une autoroute des Pays-Bas.
Cette autoroute relie Eindhoven à Flessingue, en passant par Tilbourg, Bréda, Rosendael, Berg-op-Zoom, Goes et Middelbourg. Elle est longue de 140 km. L'autoroute fait partie de l'E312, à l'exception du tronçon entre les échangeurs de Batadorp et d'Ekkersrijt, au nord d'Eindhoven.
De l'autre côté de l'Escaut occidental, en Flandre zélandaise, elle continue comme route nationale N58, pour relier Breskens par Oostburg à la Belgique. À l'origine, il était prévu de continuer l'autoroute A58 jusqu'en Belgique, en construisant un tunnel ou un pont sur l'Escaut occidental au sud de Flessingue. Ce projet a été abandonné dès les années 1970. Jusqu'en 2004, un ferry reliait Flessingue à Breskens. Depuis son remplacement par le tunnel de l'Escaut occidental, ouvert en 2004, les tronçons A58 et N58 ne sont plus reliés.

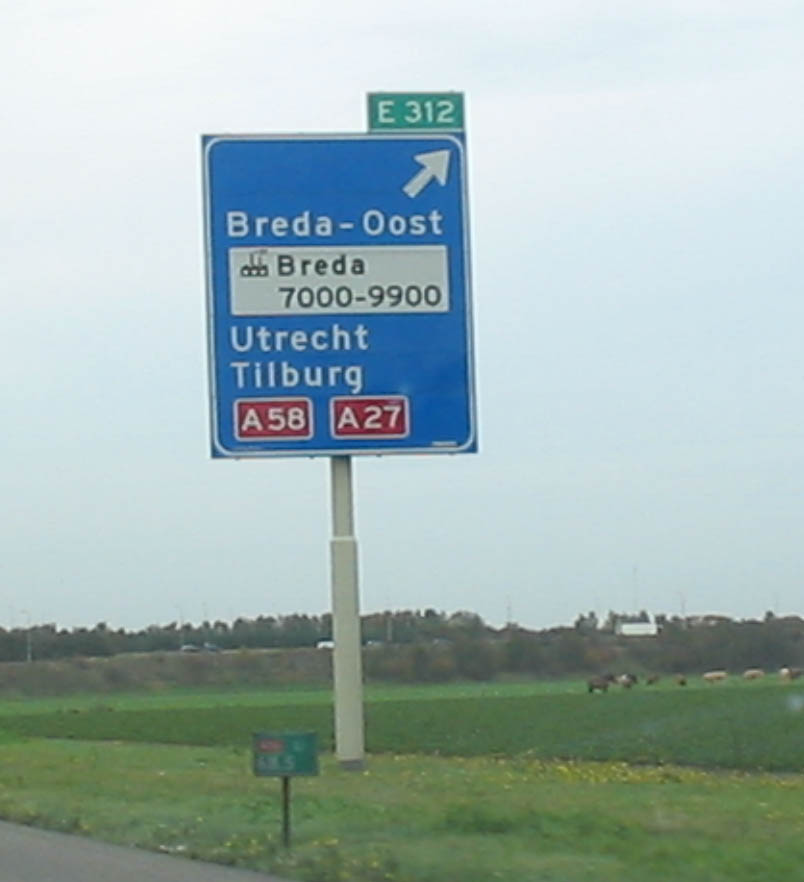
Sortie vers l'A58 / E312.

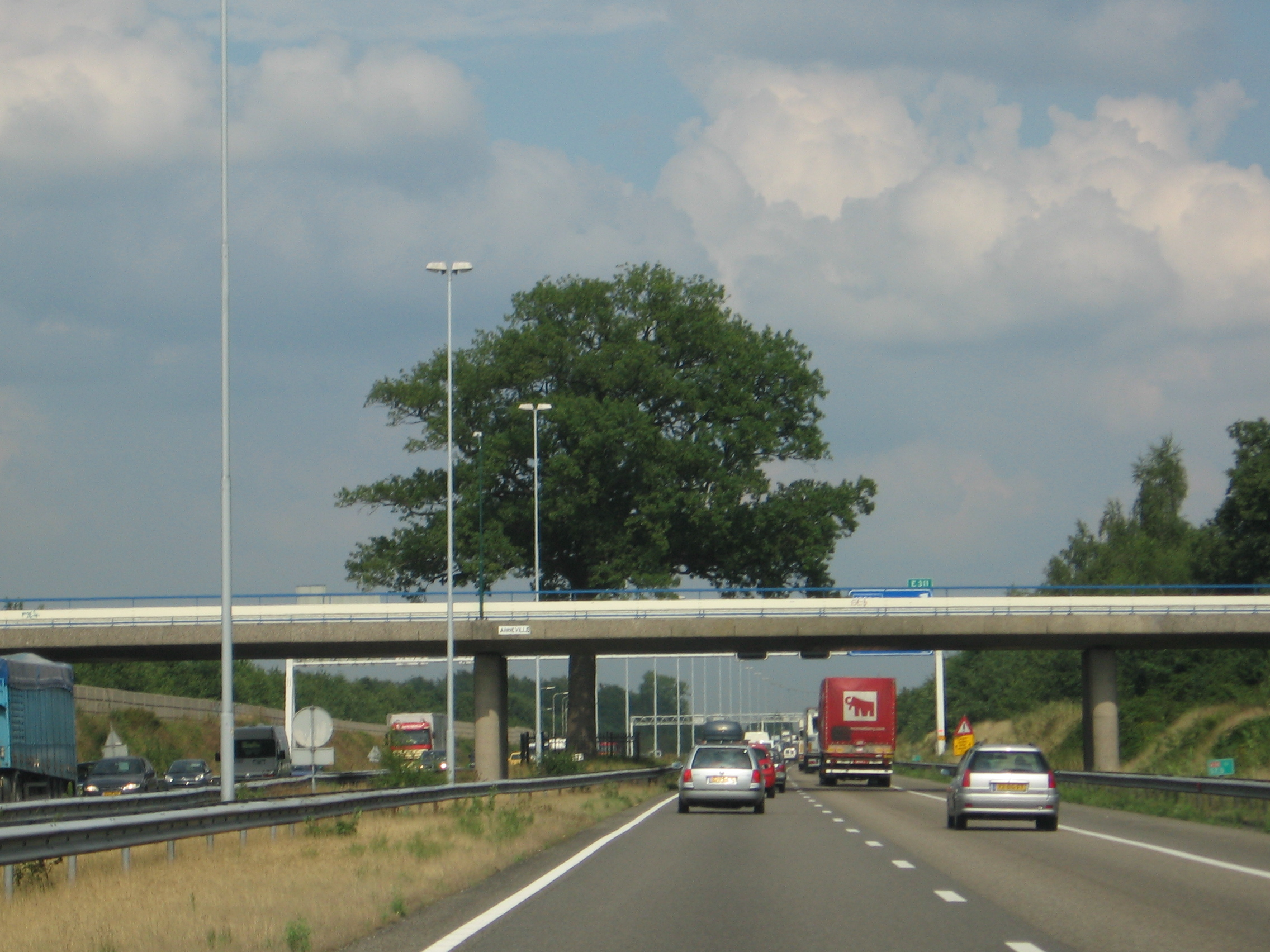
Arbre sur le terre-plein central à Ulvenhout.

## Source
- (nl) Cet article est partiellement ou en totalité issu de l’article de Wikipédia en néerlandais intitulé « Rijksweg 58 » (voir la liste des auteurs).